# How Am I Supposed to Live Without You
How Am I Supposed to Live Without You è un brano musicale scritto nel 1983 da Doug James e Michael Bolton.

## Versione di Laura Branigan
Nel 1983 la cantante statunitense Laura Branigan ha pubblicato il brano come secondo singolo estratto dal suo secondo album in studio Branigan 2.
La pubblicazione del 7" aveva come B-side una cover del brano  italiano Mama, scritto da Umberto Tozzi e Giancarlo Bigazzi.

### Tracce
- 7"[4]

1. How Am I Supposed to Live Without You – 4:29
2. Mama – 3:56

## Versione di Michael Bolton
Nel 1989 il cantautore statunitense Michael Bolton, coautore del pezzo, ne ha inciso una sua versione pubblicandola nel mese di ottobre dello stesso anno quale secondo singolo estratto dal suo sesto album Soul Provider.
Questa versione ha raggiunto la vetta della classifica Billboard Hot 100 per 3 settimane e nelle Fiandre in Belgio per due settimane, la seconda posizione in Australia, la terza nei Paesi Bassi e nella Official Singles Chart, la nona in Svezia e la decima in Nuova Zelanda e ha ottenuto il Grammy Award alla miglior interpretazione vocale maschile nel 1990.

### Tracce
- 7"

1. How Am I Supposed to Live Without You (Edit) – 4:14
2. Forever Eyes – 4:23

- CD Singolo

1. How Am I Supposed to Live Without You – 4:48
2. Forever Eyes – 4:23
3. (Sittin' On) The Dock of the Bay (7" version) – 4:56
4. That's What Love Is All About (Live) – 4:23